# GetBackers
GetBackers är en mangaserie på 39 volymer totalt som gavs ut mellan 1999 och 2007, ett senare kapitel som med en handling två år senare än originalstoryn gavs ut 2009. Mangan blev till en animeserie på 49 avsnitt som sändes mellan 2002 och 2003. Då mangan ej var färdig då animen sändes så täcker animen inte hela storyn.

## Handling
Ginji Amano, röstskådespelad av Shotaro Morikubo och Ryoko Shiraishi, och Ban Mido, röstskådespelad av Canna Nobutoshi, utgör tillsammans GetBackers som erbjuder sig att återbörda det som blivit stulet eller förlorat.

## Publikationer

### Manga
- GetBackers - 39 volymer (1999)
- GetBackers Bangaihen - 1 kapitel (2009)

### Anime
- GetBackers - 49 avsnitt (2002)

### Officiella sidor
- http://www.tbs.co.jp/getbackers/

### Information
- http://www.animenewsnetwork.com/encyclopedia/anime.php?id=1840
- http://www.mangaupdates.com/series.html?id=1522